# Bugyō
Bugyō (奉行?), traducido comúnmente como "comisionado", "magistrado" o "gobernador" era un título asignado a oficiales gubernamentales en el Japón feudal. Otros términos que se añadían al título describían más específicamente su labor o jurisdicción.

## Antes del periodo Edo
Durante el período Heian, el puesto de bugyō solo se utilizaba una sola vez, cuando la labor era concluida, el oficial dejaba de ser llamado bugyō. Durante el período Kamakura y hasta el periodo Edo el puesto tuvo una existencia más permanente. Con el tiempo, llegaron a existir 36 bugyō
en la burocracia Kamakura.
En 1434 Ashikaga Yoshinori estableció el puesto de Tosen-bugyō con la finalidad de regular los asuntos con el exterior.
En 1587, durante las invasiones japonesas a Corea, Toyotomi Hideyoshi nombró un bugyō para la ciudad de Seúl.

## Periodo Edo
Durante el periodo Edo el número de bugyō llegó a su punto más grande de la historia.

### Lista de bugyō
Algunos puestos designados como bugyō fueron:
- Edo machi-bugyō (江戸町奉行) - Magistrados o administradores municipales de Edo.[4]
  - Kita-machi-bugyō (北町奉行) - Magistrado del norte de Edo.[5]
  - Minami-machi-bugyō (南町奉行) - Magistrado del sur de Edo.[5]
- Fushin-bugyō (普請奉行) - Superintendentes de obras públicas.[6]
- Gaikoku-bugyō (外国奉行) - Comisionados a cargo de las relaciones comerciales y diplomáticas con los países europeos después de 1858.[7]
- Gunkan-bugyō  (軍鑑奉行) - Comisionados a cargo de los asuntos navales (posterior a 1859).[7]
- Gusoku-bugyō (具足奉行) - Comisionados a cargo de abastecer el ejército del shogunato.
  - Bugu-bugyō (武具奉行) - omisionados a cargo de abastecer el ejército del shogunato (posterior a 1863), reemplazó Gusoku-bugyō.
- Hakodate bugyō (箱館奉行) - Supervisores del puerto de Hakodate y el territorio de Ezo.[7]
- Haneda bugyō (羽田奉行) - Supervisores del puerto de Haneda; comisionados de la defensa costera cercana a Edo (posterior a 1853).[8]
- Hyōgo bugyō (兵庫奉行) - Supervisores del puerto de Hyōgo (posterior a 1864).[9]
- Jisha-bugyō (寺社奉行) - Ministros o administradores de asuntos religiosos; supervisores de los templos y monasterios del país.[10]
- Jiwari-bugyō (地割奉行)- Comisionados de encuestas.[11]
- Kanagawa bugyō (神奈川奉行) - Overseers of the port of Kanagawa (post-1859).[12]
- Kanjō-bugyō (勘定奉行) - Ministros o administradores de las finanzas del shogunato (posterior a 1787).[13]
  - Gundai - Diputados.[6]
  - Daikan (代官)- Asistente de los diputados.[6]
  - Kane-bugyō (金奉行) - Superintendents of the Treasury.
  - Kura-bugyō (倉庫奉行) - Superintendentes de los almacenes de cereales.[6]
  - Kinza (金座) - Oficinas del monopolio del oro (posterior a 1595).[14]
  - Ginza (銀座) - Oficinas de monopolio de plata (posterior a 1598).[14]
  - Dōza (銅座) - Oficinas de monopolio de cobre (posterior a 1636).[14] and (1701-1712, 1738-1746, 1766-1768).[15]
  - Shuza (首座) - Oficinas de monopolio de cinabrio (posterior a 1609).[16]
- Kanjō-gimmiyaku - Controladores de finanzas.[6]
- Kantō gundai[6]
- Kinzan-bugyō (金山奉行) - Comisionados de minas.[17]
- Kyoto shoshidai (京都所司代) - Representante del shogunato en kioto.[18]
  - Kyoto machi-bugyō (京都町奉行) - Magistrados o administradores municipales en Kioto.[19]
  - Fushimi bugyō (伏見奉行) - Magistrados o administradores municipales en Fushimi (posterior a 1620).[20]
  - Nara bugyō (奈良奉行) - Governadores de Nara.[21]
- Machi-bugyō (町奉行) - Magistrados o administradores municipales en las ciudades del shogunato: Edo, Kioto, Nagasaki, Nara, Nikkō y Osaka.[22]
- Nagasaki bugyō (長崎奉行) - Governor of Nagasaki.[23]
- Niigata bugyō (新潟奉行) - Supervisores del puerto de Niigata.
- Nikkō bugyō (日光奉行) - Supervisores de Nikkō.[24]
- Osaka jōdai (大阪城代) - Supervisores del Castillo Osaka.[25]
  - Osaka machi-bugyō (大阪町奉行) - Magistrados o administradores municipales en Osaka.[18]
  - Sakai bugyō (堺奉行) - supervisores del poblado de Sakai.[25]
- Rōya-bugyō (牢屋奉行) - Comisionados de la prisión shogunal.[26]
- Sado bugyō (佐渡奉行) - supervisores de la isla de Sado.[27]
- Sakuji-bugyō (作事奉行) - Comisionados de trabajos (posterior a 1632).[28]
- Shimoda bugyō (下田奉行) - Overseers of the port of Shimoda.[29]
- Sunpu jōdai (駿府城代) - Supervisores del Castillo Sunpu.[25]
- Uraga bugyō (浦賀奉行) - Supervisores del puerto de Uraga.[30]
- Yamada bugyō (山田奉行) -- Representantes del shogunato en la provincia de Ise.[31]

## Periodo Meiji
Durante los primeros años de la restauración Meiji las principales oficinas y las prácticas convencionales siguieron operando hasta poder reemplazar totalmente al sistema burocrático del shogunato Tokugawa.